# Маки, Пёрл
Пёрл Ма́ки (англ. Pearl Mackie; род. 29 мая 1987 года, Брикстон, Лондон, Англия, Великобритания) — британская актриса, певица и танцовщица. Наиболее известна по роли Билл Поттс в популярном научно-фантастическом телесериале «Доктор Кто».

## Биография
Пёрл Маки родилась 29 мая 1987 года в южном районе Лондона, Брикстоне, Англия. Имеет английские корни со стороны матери, художницы и медработницы по профессии, и вест-индские — со стороны отца. Обладает степенью по классу драмы, полученную в Бристольском университете, помимо родного английского знает французский и испанский языки. С 2008 по 2010 год проходила обучение в известной Бристольской театральной школе «Олд Вик» и с тех пор выступает в театре, играет в кино и на телевидении, а также является певицей и танцовщицей.

## Карьера
Первым полнометражным проектом Маки стала небольшая роль в комедийном фильме 2013 года «Свенгали». После этого она сыграла в эпизоде медицинской драмы «Врачи», а также снялась в клипе группы Years & Years на песню «Real». Одними из театральных работ актрисы являются спектакль по пьесе Томаса Мидлтона «A Mad World, My Masters» 2015 года в театре «Барбикан» Королевской шекспировской компании и постановка на Вест-Энде по роману «Загадочное ночное убийство собаки» в составе Королевского национального театра с 2015 по 2016 год.
23 апреля 2016 года было объявлено, что Пёрл получила роль Билл Поттс, спутницы Двенадцатого Доктора в британском научно-фантастическом телесериале «Доктор Кто». Её персонаж стал первым гомосексуальным постоянным компаньоном в истории сериала. После завершения съёмок в десятом сезоне Маки присоединилась к актёрскому составу вест-эндской адаптации пьесы Гарольда Пинтера «День рождения».

## Фильмография

### Кино и телевидение
| Год  |     | Русское название       | Оригинальное название | Роль                  |
| ---- | --- | ---------------------- | --------------------- | --------------------- |
| 2013 | ф   | Свенгали               | Svengali              | театральный менеджер  |
| 2014 | кор | Years & Years: Real    | Years & Years: Real   | любитель клубов       |
| 2014 | с   | Врачи                  | Doctors               | Анна-Мария Фрейзер    |
| 2015 | кор |                        | Date Aid              | Сара                  |
| 2017 | с   | Доктор Кто             | Doctor Who            | Билл Поттс            |
| 2018 | с   | Боги медицины          | Gods of Medicine      | Эльза Пауэрс          |
| 2018 | кор | Оригами                | Origami               | Хезер                 |
| 2018 | с   | Фигуры речи            | Figures of Speech     | рассказчик            |
| 2019 | с   | Городские легенды      | Urban Myths           | Кэй Фортсон           |
| 2019 | ф   | Жадность               | Greed                 | Кэти                  |
| 2020 | ф   | Линия горизонта        | Horizon Line          | Паскаль               |
| 2020 | с   | Ужин в пятницу вечером | Friday Night Dinner   | Люси Один             |
| 2021 | с   | Долгий разговор        | The Long Call         | сержант Джен Рафферти |
| 2023 | с   | Том Джонс              | Tom Jones             | Онор Ньютон           |
| 2023 | с   | Дипломатка             | The Diplomat          | Алисс                 |

### Театр
| Год       | Русское название                  | Оригинальное название                             | Роль            | Театр                                            |
| --------- | --------------------------------- | ------------------------------------------------- | --------------- | ------------------------------------------------ |
| 2010      | Комедия ошибок                    | The Comedy of Errors                              | Адриана         | Циркомедия, Бристоль                             |
| 2010      | Суровое испытание                 | The Crucible                                      | Титуба          | Олд-Вик, Бристоль                                |
| 2012      | Всего лишь человек                | Only Human                                        | Нина            | Театр 503, Лондон                                |
| 2012      | Дом                               | Home                                              | Пэтти Мэй       | Ласт Рефьюдж, Лондон                             |
| 2014      |                                   | Crystal Springs                                   | Мия             | Театр Парк, Лондон                               |
| 2014      | Обамаология                       | Obama-ology                                       | Сис             | Театр Финборо, Лондон                            |
| 2014      |                                   | Disnatured: Shakespeare in Shoreditch             | Риган           | фестиваль в Шордиче, Лондон                      |
| 2014      | Здравствуй, добрый мир            | Hello Kind World                                  |                 | Дрейтон Армс, Лондон                             |
| 2015      | Проект Елены                      | The Helen Project                                 | Елена Троянская | фестиваль «Лицом к лицу», Лондон                 |
| 2015      |                                   | A Mad World, My Masters                           | Трули Кидман    | Барбикан, Лондон                                 |
| 2015—2016 | Загадочное ночное убийство собаки | The Curious Incident of the Dog in the Night-Time | девушка-панк    | Королевский национальный театр, Вест-Энд, Лондон |
| 2018      | День рождения                     | The Birthday Party                                | Лулу            | Театр Гарольда Пинтера, Вест-Энд, Лондон         |
| 2020      | Пузырь                            | Bubble                                            | Эшли            | Ноттингем Плэйхаус, Ноттингем                    |